# Airejador del dipòsit d'aigua
L'Airejador del dipòsit d'aigua és una obra del municipi d'Igualada (Anoia) inclosa en l'Inventari del Patrimoni Arquitectònic de Catalunya. La Plaça de l'Enxub està formada per un recinte quadrat on s'hi troba un parc infantil, i, on destaca per sobre de tot la construcció cilíndrica coberta amb cúpula, que és un dels airejadors d'aigua dels dipòsits que hi ha a sota. La cúpula decorada amb ceràmica de trencadís denota el seu estil modernista.
El nom de "l'Enxub" és un modisme particular igualadí de la paraula "Aljub" que vol dir cisterna o lloc per arreplegar l'aigua. I és que a sota de la plaça hi ha els dipòsits de l'aigua que prové de l'Espelt. El 1922 va ésser construït l'elevador de la plaça. La seva història es remunta a finals del segle xviii quan Igualada, mancada d'aigua busca una solució. És llavors que Fra Climent de Sant Martí presenta a la ciutat un informe referent al subministrament d'aigües. Aprovat el projecte, comença la primera etapa de la construcció l'any 1807, que se suspèn l'any 1808 a causa de la guerra del Francès. El 1816 comencen de nou les obres, que en l'any 1821 porten ja l'aigua fins a l'Enxub. A partir d'aquí es començarà la xarxa de fonts per la ciutat que acaba l'any 1832 amb la construcció de la font del rei Neptú a la Plaça del Rei.